# A81高速公路
A81高速公路是法国西北部的一条高速公路，为连接俄罗斯马哈奇卡拉的欧洲E50公路的一部分。1982年之前，该高速被称为F11。

## 分段介绍
完工：
- 勒芒 - La Gravelle

尚未完成升级改造：
- N157: La Gravelle - 雷恩
- N12: 雷恩 - 布雷斯特